# HTC Radar
HTC Radar (cũng có tên là HTC Radar 4G) là một chiếc điện thoại thông minh chạy hệ điều hành Windows Phone. Chiếc điện thoại được thiết kế và sản xuất bởi HTC Corporation. Nó được công bố vào 1 tháng 9 năm 2011, và được bán ra vào 12 tháng 10 năm 2011 .

## Mô tả
HTC công bố chiếc HTC Radar vào 1 tháng 9 năm 2011 ở London, cùng với chiếc HTC Titan. Đây là chiếc điện thoại thông minh của HTC đầu tiên được cài đặt sẵn Windows Phone Mango (7.5).

## Bán ra
Microsoft bán HTC Radar chạy hệ điều hành Windows Phone 7.5 (có tên mã là Mango) vào 12 tháng 10 năm 2011 tại Ấn Độ. HTC Radar là chiếc điện thoại thông minh đầu tiên chay Mango tại Ấn Độ.

## Sự đón nhận
Ross Miller của The Verge viết rằng: "Cuối cùng, với một nền tảng vô nghì — dành ho những ai không dám mua phần cứng Windows Phone — Tôi vẫn không chắc chắn rằng tôi có thể nói chiếc điện thoại này hơn những chiếc điện thoại Android khác cùng phân khúc."